# 장휴
장휴(張休, ? ~ ?)는 중국 삼국 시대 동오의 관료로, 자는 숙사(叔嗣)이며 장소의 차남이다.

## 행적

### 손등의 학우
약관에 제갈각(諸葛恪), 고담(顧譚), 진표(陳表) 등과 함께 태자 손등(孫登)의 동료가 되었다. 태조의 명령으로 아버지 장소에게서 《한서》를 배우고, 궁궐로 돌아와 손등에게 이를 강의했다. 장휴가 나아가 수업할 때에는 문의(文義)를 지적하고, 사물을 분별하며, 아울러 장조(章條)가 있었다. 매양 연회 자리에서는, 술이 무르익으면 음악을 지었고, 손등도 번번이 자신을 낮추어 함께 즐겼다. 장휴는 사람됨이 해박하고 달통하여, 손등이 사랑하여 항상 곁에 두었다. 중서자를 거쳐 우필도위로 전임되었다. 태조는 항상 사냥을 나가, 저녁 때가 되어야 돌아왔는데, 장휴는 상소를 올려 간언했다. 태조는 이 상소문을 매우 좋게 여겨, 장소에게 보여 주었다. 손등이 죽은 후, 시중, 우림도독이 되고 삼전군사를 다스렸으며, 옮겨 양무장군이 되었다.

### 손패파의 모함으로 죽다
아버지가 죽은 후, 장형 장승(張承)은 따로 작위가 있었으므로 아버지의 작위를 이었다.
241년, 고승(顧承)와 함께 수춘을 공격하였는데, 이때 위위장군 전종(全琮)은 위의 왕릉(王淩)와 싸워 형세가 불리하였고, 승세를 탄 위군은 오영장 진황의 군대를 함몰했다. 장휴는 고승과 함께 위군을 분격하여, 마침내 위군을 멈추게 했다. 전종의 군자 전서(全緖)와 전단(全端)은 멈춘 위군에 공격을 가해, 물러나게 했다. 후의 논공행상에서 장휴와 고승의 공을 전서와 전기(全寄)의 공보다 높여, 장휴와 고승은 잡호장군이 되었고 전서와 전단은 비장군이 되었다.
전씨 일족은 이를 원망했다. 전씨 일족은 노왕 손패(孫覇)의 당이었으므로, 노왕의 무리는 장휴가 고승과 함께 작피 싸움의 논공에서 전군 진순과 통정하여 공적을 속였다고 하였다. 결국 장휴, 고승, 고담은 함께 교주로 유배당했다. 중서령 손홍은 아첨하고 거짓되며 심지가 비뚤어졌으므로, 장휴는 평소에 이를 분해했다. 손홍은 이로 인해 참소하여, 조서를 내려 장휴에게 죽음을 내렸다. 향년 41세였다.

## 인물평
손등이 죽을 때 올린 표에서, “…(초략)… 장휴·고담·사경은 모두 기민하고 식견이 있으므로, 들어와서는 심복을 맡기는 것이 마땅하며, 나가서는 무위를 날려 삼군을 격려할 만합니다. …(말략)…”이라 했다.
다음은 진수의 평이다.“장휴와 고승은 뜻을 닦고, 다 훌륭한 사람이 되고자 했다. 사람들의 무함을 받아 서로 쳐, 남쪽 땅으로 유배당했으니, 슬프다!”

## 장휴의 친족관계

### 관련 인물
장소　장승

## 같이 보기
- 삼국지 인물 목록